# Virtue’s Last Reward
Virtue’s Last Reward (jap. 極限脱出ADV 善人シボウデス Kyokugen Dasshutsu ADV: Zennin Shibō Desu; w Ameryce Północnej Zero Escape: Virtue’s Last Reward) – komputerowa gra przygodowa z elementami powieści wizualnej wydana w 2012 roku na Nintendo 3DS i PlayStation Vita. Jest to druga część serii Zero Escape, sequel gry Nine Hours, Nine Persons, Nine Doors. Fabuła przedstawia losy Sigmy, mężczyzny, który został porwany i zmuszony do udziału wraz z ośmioma innymi porwanymi w grze o życie zwanej Nonary Game. Wraz z postępem fabuły, postacie odkrywają prawdziwą przyczynę, dla której gra została przeprowadzona.

## Rozgrywka
Podobnie jak w poprzedniej części serii, rozgrywka podzielona jest na dwa rodzaje sekcji – powieściowe i ucieczki. Sekcje powieściowe prowadzone są w sposób typowy dla powieści wizualnych i nie wymagają interakcji poza przechodzeniem do kolejnych akapitów tekstu i wybieraniem opcji dialogowych, które wpływają na przebieg rozgrywki. Jednymi z najważniejszych, powtarzających się wyborów sterujących przebiegiem fabuły są wybory strategii w dylemacie więźnia – wybór pomiędzy zdradą a współpracą. W zależności od wyboru swojego i postaci, przeciwko której się gra, otrzymuje się różne rezultaty.
Pomiędzy sekcjami powieściowymi gracz rozwiązuje zagadki przedstawione mu w sekcji ucieczki. Gracz, z perspektywy pierwszej osoby, może oglądać pokój i wchodzić w interakcje z przedmiotami w nim. Rozwiązując zagadki, ma na celu otworzyć drzwi wyjściowe z pokoju. Czasem konieczne jest połączenie różnych przedmiotów w jeden, aby utworzyć narzędzie konieczne, by uciec. Wśród zagadek są różne łamigłówki logiczne, a także na przykład ślizgające się puzzle czy gra Lights Out. W każdym poziomie ucieczki znajduje się sejf, który można otworzyć za pomocą dwóch różnych haseł. Jedno z haseł daje graczowi dostęp do klucza do drzwi wyjściowych, a drugie daje dostęp do dodatkowych dokumentów wyjaśniających fabułę. Gracz otrzymuje różne wskazówki od pozostałych postaci, przy czym są one dużo bardziej bezpośrednie po przełączeniu poziomu trudności z „trudnego” na „łatwy”.
Gracz ma w każdym momencie dostęp do schematu przedstawiającego wszystkie wybory wpływające na wynik gry. Może za jego pomocą przeskoczyć do dowolnego wcześniej ukończonego rozdziału gry. Dzięki schematowi może na przykład zdecydować się wrócić do poprzedniego wyboru fabularnego i zdecydować się zdradzić zamiast współpracować lub odwrotnie. Dostępne są 24 zakończenia, ale większość z nich jest zablokowanych do chwili, aż nie odkryje się informacji dostępnych w innych ścieżkach fabularnych. Przykładowo, w niektórych ścieżkach jest wymagane hasło, które można zdobyć jedynie na innej ścieżce.

## Fabuła
W Virtue’s Last Reward występuje dziewięcioro bohaterów, którzy zostali porwani przez postać o nieznanej tożsamości przedstawiającą się imieniem Zero. Poza postacią sterowaną przez gracza, Sigmą, porwani zostali: Phi, dziewczyna o bardzo poważnym nastawieniu do rzeczywistości; Dio, wulgarny i nietaktowny mężczyzna; Tenmyouji, staruszek; Quark, energiczny młody chłopak; Luna, miła i spokojna kobieta; Clover, nieprzewidywalna dziewczyna, która pojawiła się także w Nine Hours, Nine Persons, Nine Doors; Alice, władcza i zawsze skoncentrowana kobieta; K, mężczyzna ubrany w zbroję zakrywającą całe jego ciało, której nie może zdjąć. Zero III, sztuczna inteligencja sterująca przebiegiem Nonary Game, pojawia się jako generowany komputerowo królik. Uczestnicy gry przezywają królika „Zero Junior”, dla odróżnienia od człowieka-organizatora gry, którego nazywają „Zero Senior”. Wszystkie postacie, wyłączając Sigmę, mają podłożony głos w językach japońskim i angielskim.
Akcja gry ma miejsce w opuszczonym magazynie zawierającym pokoje wypełnione łamigłówkami, w którym Zero zmusza porwanych do uczestnictwa w grze na śmierć i życie nazwanej Nonary Game. Postacie mają założone bransoletki przedstawiające liczbę zgromadzonych punktów, która na początku rozgrywki wynosi trzy dla każdej z nich. Podczas gry biorą udział w tak zwanej Ambidex Game, odmianie dylematu więźnia. W każdej rundzie tej gry muszą dokonać wyboru między zdradzeniem a sprzymierzeniem się ze swoim przeciwnikiem. Wybór wpływa na liczbę punktów: gdy obydwaj gracze wybiorą współpracę, otrzymują po dwa punkty; gdy obydwaj zdradzą, nie otrzymują żadnych punktów; gdy jeden z nich zdradzi, to otrzymuje trzy punkty, a drugi z nich traci dwa punkty. Ci z graczy, którzy mają łącznie przynajmniej 9 punktów, wygrywają grę i mogą uciec z magazynu, podczas gdy ci, których liczba punktów spadnie do zera lub niżej, są zabijani.

## Dystrybucja
Gra Virtue’s Last Reward została wydana w Japonii 16 lutego 2012 roku. W pierwszym tygodniu od wydania, wersja na Nintendo 3DS sprzedała się w 9307 kopiach, a wersja na PlayStation Vita w 6583. Gra została wydana w Ameryce Północnej 23 października, a w Europie miesiąc później. Jest to pierwsza gra z serii Zero Escape wydana w Europie. Osoby, które złożyły pre-order na amerykańską wersję gry przez Amazon.com otrzymywali jako bonus replikę bransolety noszonej przez graczy; podobny dodatek dodawano do pre-orderów Nine Hours, Nine Persons, Nine Doors. Bransolety można było później zakupić przez sklep dystrybutora, a zyski przekazano na Amerykański Czerwony Krzyż w celu pomocy ofiarom huraganu Sandy.
Krótko po wydaniu gry w Ameryce, odnaleziono w wydanej tam wersji na Nintendo 3DS bug powodujący, że zapisanie stanu gry w niektórych sekcjach ucieczki niszczy zapisane dane, przez co gracz musi rozpocząć rozgrywkę od początku W odpowiedzi Aksys Games wydało oświadczenie, w którym odradza graczom zapisywanie w trakcje sekcji ucieczki. W 2013 roku dystrybutor ogłosił, że wersja opublikowana w Nintendo eShop została poprawiona, ale niektórzy gracze wciąż zgłaszali problemy wywoływane przez ten błąd.
Zero Escape: The Nonary Games, zestaw zawierający remake Nine Hours, Nine Persons, Nine Doors i Virtue’s Last Reward, został wydany na Microsoft Windows i konsolę PlayStation 4 24 marca 2017 roku w Europie i Ameryce Północnej. W Japonii wersja na Windows została wydana 25 marca, a wersje na konsole PS4 i PS Vita 13 kwietnia Wersja na PS Vita została wydana w Ameryce Północnej równocześnie z wersją na PS4, podczas gdy wersja europejska ma zostać wydana później w tym samym roku.

## Odbiór
Virtue’s Last Reward, według agregatora Metacritic, otrzymało w większości pozytywne oceny. Kilku recenzentów nazwało fabułę złożoną i zajmującą Heidi Kemps z portalu GameSpot chwalił połączenie elementów horroru, fantastyki naukowej i dramatu psychologicznego, a magazyn Edge stwierdził, że gra pochłania uwagę czytelnika przebłyskami inteligencji scenarzystów; magazyn stwierdził także, że gra nie szokuje już tak bardzo jak Nine Hours, Nine Persons, Nine Doors. Kimberly Wallace z Game Informer i Tony Ponce z Destructoida chwalili wykorzystanie zwrotów akcji, ale Ponce stwierdził, że w zakończeniu było ich za dużo, co czyniło je bardziej dezorientującymi gracza niż zaskakującymi go. Johnowi McCarrollowi z magazynu RPGFan podobał się fakt, że dialogi w różnych rozdziałach były humorystyczne albo zasmucające i przerażające. Jedynie Austin Boosinger z portalu Adventure Gamers krytykował dialogi, nazywając Virtue’s Last Reward „jedną z najwolniejszych i najpełniejszych niepotrzebnych dialogów grą przygodową.
Postacie także zostały dobrze odebrane. Bob Mackey z portalu 1UP.com i Martin Robinson z portalu Eurogamer uznali je za wiarygodne i łatwo wywołujące symaptię u gracza. Lucas M. Thomas z IGN był usatysfakcjonowany rozwojem postaci, a Mike Manson z Nintendo Life uznał, że motywy działania każdego z bohaterów były unikalne i interesujące. Z drugiej strony, Boosinger stwierdził, że bohaterowie są nieprzekonujący i uznał, że nie jest możliwe sympatyzowanie z nimi dopóki, dopóty gra nie wyjawi ich motywów.
Recenzenci byli podzieleni w swojej opinii jeśli chodzi o sekcje ucieczki. W recenzji magazynu Edge i portalu GameInformer napisano, że te sekcje są satysfakcjonujące dla gracza, ale według EuroGamera nie są zbyt ciekawe. Boosinger nazwał je nudnymi i nieprzemyślanymi, ale pochwalił występowanie w nich motywów matematycznych i naukowych. Kilku recenzentów zauważyło, że sterowanie w obu wersjach gry jest zbyt czułe i niewygodne, a Molie L. Patterson z Electronic Gaming Monthly zawiódł się na ograniczonym polu widzenia kamery. Kemps stwierdził, że interfejs użytkownika został ulepszony względem Nine Hours, Nine Persons, Nine Doors. Wielu recenzentów chwaliło obecność schematu decyzji, przez który gra nie zmusza do ponownego czytania poprzednio ukończonych rozdziałów i rozpoczynania gry od nowa, ale Boosinger i magazyn Edge krytykowali schemat przez to, że gracz nie musi się obawiać, że podejmie niewłaściwą decyzję.
Grafika gry została odebrana pozytywnie. Na łamach portalu IGN napisano, że grafika trójwymiarowa jest „pięknie” renderowana. Recenzentka magazynu Electronic Gaming Monthly podzieliła tę opinię, mówiąc, że zobaczywszy zrzuty ekranu była sceptycznie nastawiona co do wykorzystania grafiki 3D, ale jej opinia zmieniła się po zagraniu. McCarroll z portalu RPGFan napisał, że wiele poziomów jest podobne do siebie nawzajem i często brakowało im kolorów. Manson z Nintendo Life stwierdził, że modele postaci dobrze wpisywały się w realistycznie zaprojektowane poziomy, ale zastrzegł, że zawarto za mało animacji postaci. Recenzenci jednogłośnie chwalili dubbing, a portal IGN nazwał go jednym z najlepszych w historii gier komputerowych.
Virtue’s Last Reward otrzymało nagrody od pism branżowych, w tym tytuły: gry roku na konsole przenośne od portalu GameSpot, od IGN najlepszej fabuły spośród gier na 3DS i DS, najlepszej gry dostępnej tylko na konsole przenośne od Game Informer i najlepszej fabuły oraz najlepszej gry przygodowej od portalu RPGFan. Gra otrzymała także nominację do nagrody za najlepszą narrację podczas trzynastej edycji Game Developers Choice Awards, a także nominacje do gry roku według portali Kotaku, Pocket Gamer i GameSpot. Gamasutra, magazyn Game Developer, 1UP.com i Amazon.com umieściły Virtue’s Last Reward na swoich listach najlepszych gier roku 2012, a RPGFan umieścił tytuł na liście trzydziestu gier fabularnych wydanych w latach 2010-15, w które powinno się zagrać.